# Момчило Стевановић
Момчило Стевановић (Београд, 14. април 1903 — Београд, 2. април 1990) био је српски сликар и ликовни критичар.

## Биографија
Дипломирао је на Правном факултету у Београду. Сликарство је 1925. године завршио у Уметничкој школи у Београду а био је и у Паризу у атељеу Андре Лота од 1925. до 1927. Излагао од 1926, имао је самосталну изложбу у Београду 1928. а сликарством се бавио до 1947. године. Почиње да пише ликовну критику, есеје, студије, огледе и друге чланке о уметности после Другог светског рата. Био је кустос Народног музеја у Београду и професор Историје уметности на Академији ликовних уметности у Београду. Сарађивао је са часописима Савременик, Уметност, Зборник Народног музеја, Књижевне новине, НИН, Политика, Борба и др.

## Монографије
- 1957. Сава Шумановић, ед. Сликари и вајари, I коло, Просвета, Београд
- 1959. Надежда Петровић, ед. Сликари и Вајари, II коло, Просвета, Београд
- 1963. Стојан Аралица, Мала ликовна библиотека, Напријед, Загреб
- 1963. Сретен Стојановић, Просвета, Београд
- 1964. Петар Палавичини, ед. Сликари и Вајари, III коло, Просвета, Београд
- 1964, Непознати Дега и Реноар (коаутор), Југославија, Београд
- 1977. Ђорђе Андрејевић-Кун, Југославија и САНУ, Београд

## Чланци о уметности (избор)
- 1949. Изложба слика Уроша Предића и Паје Јовановића, Југославија-СССР, јун, бр. 44. pp. 29-32, Београд
- 1950. Изложба француске уметности у Уметничком музеју, Књижевне новине, 28. март, Београд
- 1950. Изложба младог сликара Миће Поповића, Књижевне новине, 10. октобар, Београд
- 1952. Марко Челебоновић, Књижевне новине, 11. мај, Београд
- 1955. Уметност Петра Добровића, Савременик, април, pp. 507-508, Београд
- 1960. Метаморфозе Зоре Петровић, Политика, 24. април, Београд
- 1962. Спомен-збирка Павла Бељанског, Нови Сад
- 1967. Мило Милуновић, Уметност, бр. 9, pp. 75-79, Београд
- 1970. Ксенија Дивјак, (пред. кат.), Галерија Културног центра, Београд